# Сокол (ледовый дворец, Красноярск)
Ледовый дворец «Сокол» — ледовый дворец спорта в Красноярске, первая в данном городе крытая ледовая площадка для игры в хоккей с шайбой. Расположен в Советском районе города (микрорайон «Зелёная Роща»).

## История
Ледовый дворец построен ещё в советское время в 1977 благодаря руководству Красноярского металлургического завода. В данном ледовом дворце помимо хоккеистов занимались также и фигуристы. Была домашним льдом для красноярского «Сокола» вплоть до 2009, когда произошло обрушение крыши дворца и здание было признано аварийным. Поскольку это был единственный крытый лёд в городе на тот момент, то юные спортсмены — хоккеисты и фигуристы — вынуждены были ежедневно ездить на тренировки в посёлок Подгорный. В декабре 2012 полностью перестроенный ледовый дворец был открыт вновь.

## Команды
Была домашней ареной для красноярских команд: «Сокол», «Красноярские Рыси», «Бирюса». Ныне здесь занимаются детские и юношеские команды спортивной школы по хоккею «Сокол».

## Интересные факты

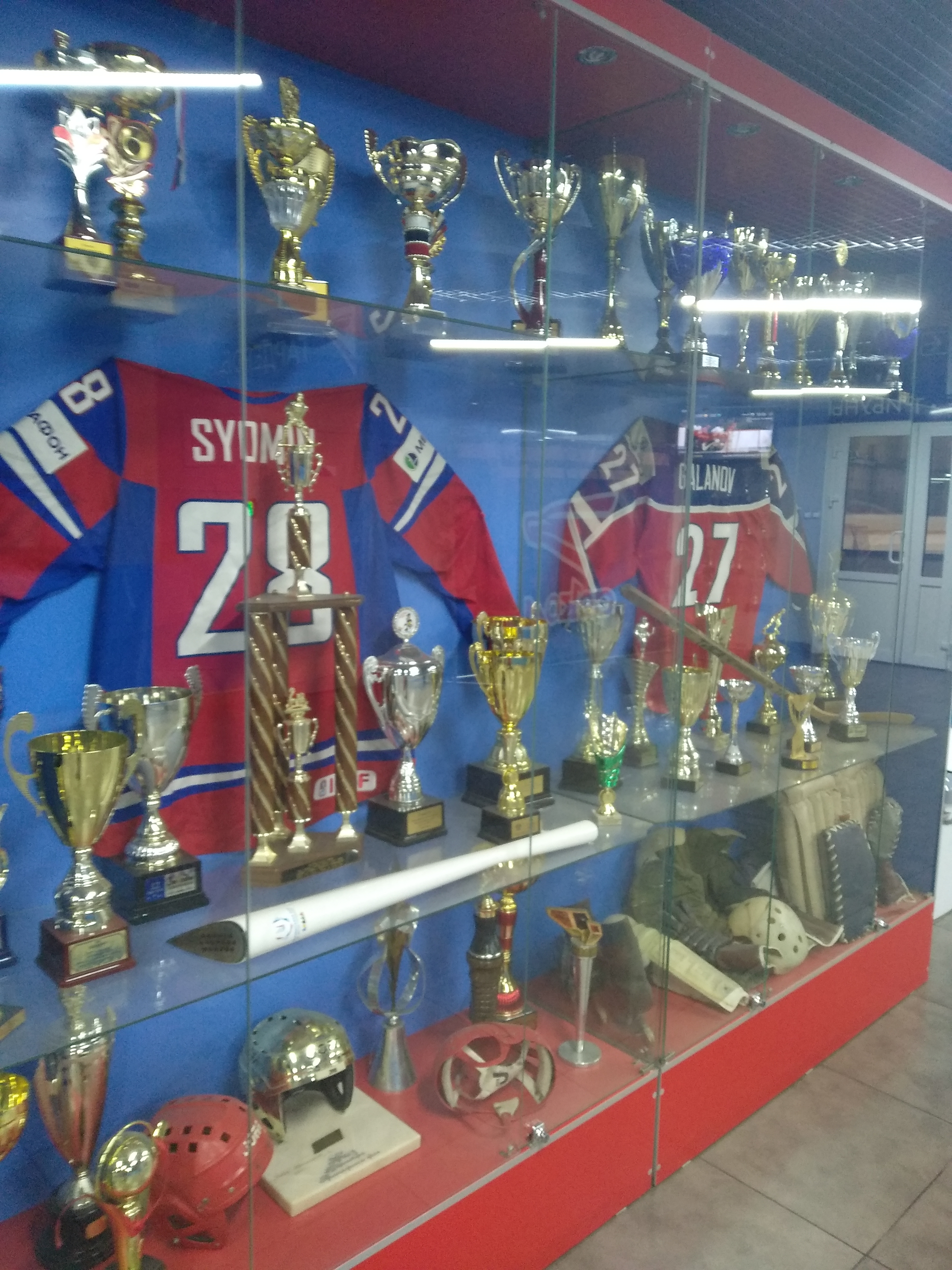
Стенд с кубками ХК «Сокол»

- Именно здесь начинал свой путь в хоккее двукратный чемпион мира Александр Сёмин.
- В здании ледовой арены располагается небольшой стенд с завоеванными кубками детских и взрослой команды «Сокола», среди которых висят игровые свитера сборной России, - красноярцев игравших в НХЛ Александра Сёмина №28 и Максима Галанова №27.